# ウィリアム・クック (小惑星)
ウィリアム・クック (3894 Williamcooke) は小惑星帯にある小惑星。オーストラリアのパース天文台でピーター・ジェカブソンズとマイケル・キャンディが発見した。
パース天文台の初代台長などを務めた天文学者のウィリアム・アーネスト・クックに因んで名付けられた。